# Liste biblischer Bücher
Diese Liste biblischer Bücher führt die Bücher der Bibel auf. Die Anordnung im Tanach und im Alten Testament unterscheidet sich zwischen Judentum und den großen Konfessionen des Christentums. Sie folgt hier aus praktischen Gründen im Wesentlichen der katholischen und evangelischen Tradition. Die Äthiopische Bibel enthält darüber hinaus noch einige weitere Bücher wie das Buch Henoch (das auch im Neuen Testament zitiert wird und in Qumran gefunden wurde), wobei dazu verschiedene Listen existieren.
Den jeweiligen christlichen Buchnamen (Spalte 1) folgen deren Abkürzungen nach den in Deutschland weithin anerkannten Loccumer Richtlinien (Spalte 2). Originale hebräische und griechische Buchnamen und Varianten dazu stehen in Spalte 3, gegebenenfalls übersetzt. Die Inhaltsangaben (Spalte 5) stammen großenteils aus der Thompson-Studienbibel.
Bücher des Tanach ohne Anmerkung sind Juden und Christen aller Konfessionen gemeinsam. Besondere Bucheinteilungen und Bücher, die nur manche christliche Konfessionen zur Bibel zählen, sind jeweils angemerkt (Spalte 6). Zu diesen verschiedenen Bibelfassungen siehe Bibelkanon.

## Tanach / Altes Testament

### Tora / Pentateuch
| Buch                  | Kürzel    | Originalbezeichnung                 | Kapitel | Inhalt                                                                                | Anmerkungen |
| --------------------- | --------- | ----------------------------------- | ------- | ------------------------------------------------------------------------------------- | --- |
| 1. Mose Genesis       | 1 Mos Gen | בְּרֵאשִׁית Bəreschit („Im Anfang“)      | 50      | Schöpfung, Erzelternerzählungen als Vorgeschichte der Israeliten                      | Die fünf Bücher Mose bilden zusammen die Tora (hebräisch תּוֹרָה = „Weisung“), auch Pentateuch (griechisch Πεντάτευχος = „Fünfgefäß“) genannt. Sie stellen als Samaritanischer Pentateuch außerdem die einzige heilige Schrift der Samaritaner dar. |
| 2. Mose Exodus        | 2 Mos Ex  | שְׁמוֹת Schəmot („Namen“)              | 40      | Auszug Israels aus Ägypten, Bundesschluss am Sinai, Weisungen zum Bau der Stiftshütte | Die fünf Bücher Mose bilden zusammen die Tora (hebräisch תּוֹרָה = „Weisung“), auch Pentateuch (griechisch Πεντάτευχος = „Fünfgefäß“) genannt. Sie stellen als Samaritanischer Pentateuch außerdem die einzige heilige Schrift der Samaritaner dar. |
| 3. Mose Levitikus     | 3 Mos Lev | וַיִּקְרָא Wajikra („Und er rief“)       | 27      | Ritual-, Opfer-, Zivil- und Sozialgesetze                                             | Die fünf Bücher Mose bilden zusammen die Tora (hebräisch תּוֹרָה = „Weisung“), auch Pentateuch (griechisch Πεντάτευχος = „Fünfgefäß“) genannt. Sie stellen als Samaritanischer Pentateuch außerdem die einzige heilige Schrift der Samaritaner dar. |
| 4. Mose Numeri        | 4 Mos Num | בַּמִּדְבָּר Bamidbar („In der Wüste“)     | 36      | Wüstenwanderung Israels                                                               | Die fünf Bücher Mose bilden zusammen die Tora (hebräisch תּוֹרָה = „Weisung“), auch Pentateuch (griechisch Πεντάτευχος = „Fünfgefäß“) genannt. Sie stellen als Samaritanischer Pentateuch außerdem die einzige heilige Schrift der Samaritaner dar. |
| 5. Mose Deuteronomium | 5 Mos Dtn | דְּבָרִים Dəvarim („Worte, Aussprüche“) | 34      | Abschiedsrede des Mose als Wiederholung vieler Gebote, Rückblick auf den Exodus       | Die fünf Bücher Mose bilden zusammen die Tora (hebräisch תּוֹרָה = „Weisung“), auch Pentateuch (griechisch Πεντάτευχος = „Fünfgefäß“) genannt. Sie stellen als Samaritanischer Pentateuch außerdem die einzige heilige Schrift der Samaritaner dar. |

### Geschichtsbücher
Die Bücher Josua, Richter, Samuel und Könige werden in der hebräischen Bibel die „vorderen“ Propheten genannt, an die sich unmittelbar die „hinteren Propheten“ (Jesaja, Jeremia, Ezechiel, Zwölfprophetenbuch) anschließen. Alle übrigen Bücher bilden in der hebräischen Bibel den dritten Kanonteil, Ketuvim („Schriften“).
| Buch         | Kürzel | Originalbezeichnung                                | Kapitel | Inhalt | Anmerkungen |
| ------------ | ------ | -------------------------------------------------- | ------- | --- | --- |
| Josua        | Jos    | יְהוֹשֻׁעַ Jəhoschua                                    | 24      | Eroberung Kanaans, Aufteilung unter den zwölf Stämmen Israels                                                                            | — |
| Richter      | Ri     | שֹׁפְטִים Schofətim                                    | 21      | Wiederholte Unterwerfung Israels und Befreiung durch die Richter                                                                         | — |
| Rut          | Rut    | רוּת Rut                                            | 4       | Lebensgeschichte Ruts | — |
| 1. Samuel    | 1 Sam  | שְׁמוּאֵל Schəmuel                                     | 31      | Leben Samuels, Anfänge des Königtums in Israel unter Saul und David                                                                      | Das Buch Samuel ist in christlichen Bibeln in zwei Bücher unterteilt. |
| 2. Samuel    | 2 Sam  | שְׁמוּאֵל Schəmuel                                     | 24      | Leben Samuels, Anfänge des Königtums in Israel unter Saul und David                                                                      | Das Buch Samuel ist in christlichen Bibeln in zwei Bücher unterteilt. |
| 1. Könige    | 1 Kön  | מְלָכִים Məlachim                                     | 22      | Höhepunkt und Abstieg des Großreichs Israel, Teilung des Landes, die Propheten Elija und Elischa                                         | Das Königsbuch ist in christlichen Bibeln in zwei Bücher unterteilt. |
| 2. Könige    | 2 Kön  | מְלָכִים Məlachim                                     | 25      | Höhepunkt und Abstieg des Großreichs Israel, Teilung des Landes, die Propheten Elija und Elischa                                         | Das Königsbuch ist in christlichen Bibeln in zwei Bücher unterteilt. |
| 1. Chronik   | 1 Chr  | דִּבְרֵי הַיָּמִים Diwrei hajjamim („Ereignisse der Tage“) | 29      | Bericht vom Königtum Davids bis zum Babylonischen Exil                                                                                   | Das Chronikbuch ist in christlichen Bibeln in zwei Bücher unterteilt. In den Ostkirchen heißen sie „Bücher der Auslassungen“ |
| 2. Chronik   | 2 Chr  | דִּבְרֵי הַיָּמִים Diwrei hajjamim („Ereignisse der Tage“) | 36      | Bericht vom Königtum Davids bis zum Babylonischen Exil                                                                                   | Das Chronikbuch ist in christlichen Bibeln in zwei Bücher unterteilt. In den Ostkirchen heißen sie „Bücher der Auslassungen“ |
| Esra         | Esra   | עֶזְרָא Esra (modern auch: עֶזְרָא–נְחֶמְיָה Esra–Nəchemja)  | 10      | Wiederaufbau des Tempels, Rückkehr aus der babylonischen Gefangenschaft, soziale und religiöse Reformen                                  | Die Bücher Esra und Nehemia bilden im Tanach eine Einheit, ebenso in der Septuaginta, wo sie gemeinsam als zweites Esra-Buch (Εσδρας β' Esdras beta) gezählt werden. In der Vulgata werden beide Teile einzeln gezählt und als 1. Buch Esra (=Esr) und 2. Buch Esra (=Neh) bezeichnet. |
| Nehemia      | Neh    | עֶזְרָא Esra (modern auch: עֶזְרָא–נְחֶמְיָה Esra–Nəchemja)  | 13      | Wiederaufbau der Mauern Jerusalems unter Nehemia, Einführung der Tora als Staatsgesetz durch Esra                                        | Die Bücher Esra und Nehemia bilden im Tanach eine Einheit, ebenso in der Septuaginta, wo sie gemeinsam als zweites Esra-Buch (Εσδρας β' Esdras beta) gezählt werden. In der Vulgata werden beide Teile einzeln gezählt und als 1. Buch Esra (=Esr) und 2. Buch Esra (=Neh) bezeichnet. |
| 3. Buch Esra | 3Esr   | Εσδρας α' Esdras alpha („1. Esra“)                 | 10      | Von der Passafeier Josias bis zum Wiederaufbau des Tempels und der Verlesung der Tora in Jerusalem (weitgehend parallel zu Esra–Nehemia) | Spätschrift, nur in orthodoxen und äthiopischen Bibeln, dort als erstes Esra-Buch gezählt |
| 4. Buch Esra | 4Esr   | liber Ezrae quartus                                | 10      | Dialog Esras mit dem Erzengel Uriel | Spätschrift, in modernen Vulgata-Ausgaben als viertes Esra-Buch gezählt; in äthiopischen Bibeln als „Esra Sutuel“ an dritter Stelle der Esra-Schriften |
| Tobit        | Tob    | Τωβίτ Tobit (טוֹבְיָה Tobia)                          | 14      | Lebensgeschichte Tobits | Spätschrift, nur in katholischen, äthiopischen und orthodoxen Bibeln |
| Judit        | Jdt    | Ιουδίθ Iudith (יְהוּדִית Jəhudit)                     | 16      | Tötung des nebukadnezaischen Generals Holofernes und Rettung Israels durch Judit                                                         | Spätschrift, nur in katholischen, äthiopischen und orthodoxen Bibeln |
| Ester        | Est    | מְגִילַּת אֶסְתֵּר Məgillat Ester („Rolle/Buch Esters“)    | 10      | Rettung Israels durch Ester vor einem Vernichtungsschlag durch die Perser, Einsetzung des Purim-Festes                                   | In katholischen und orthodoxen Bibeln enthält das Buch zusätzliche Teile (Spätschriften) |
| 1. Makkabäer | 1 Makk | Μακκαβαίων Α' Makkabáiōn Álpha                     | 16      | Unabhängigkeitskämpfe der Makkabäer gegen die Seleukiden                                                                                 | Spätschriften, nur in der katholischen, äthiopischen und orthodoxen Bibel |
| 2. Makkabäer | 2 Makk | Μακκαβαίων Β' Makkabáiōn Béta                      | 15      | Vorgeschichte des Makkabäeraufstands | Spätschriften, nur in der katholischen, äthiopischen und orthodoxen Bibel |
| 3. Makkabäer | 3 Makk | Μακκαβαίων Γ' Makkabáiōn Gámma                     | 7       | Erfolgloser Versuch Ptolemaios’ IV., die Juden in Alexandrien zum Dionysoskult zu zwingen und nach deren Weigerung zu vernichten         | Spätschrift, nur in der äthiopischen und orthodoxen Bibel |
| 4. Makkabäer | 4 Makk | Μακκαβαίων Δ' Makkabáiōn Délta                     | 18      | Philosophische Rede über die „Herrschaft der Vernunft über die Triebe“                                                                   | Spätschrift, nur als Anhang in der orthodoxen Bibel; traditionell Flavius Josephus zugeschrieben |

### Lehrbücher und Psalmen
| Buch                                          | Kürzel         | Originalbezeichnung                                                              | Kapitel | Inhalt | Anmerkungen |
| --------------------------------------------- | -------------- | -------------------------------------------------------------------------------- | ------- | --- | --- |
| Ijob (Hiob, Job)                              | Ijob/Hi        | אִיּוֹב Ijjow                                                                       | 42      | Leiden und Anfechtungen Ijobs und seine Frage nach Gott                                                                                   | — |
| Psalmen (Psalter)                             | Ps             | תְּהִילִים Təhilim („Lobgesänge“)                                                    | 150     | Sammlung geistlicher Lieder und Gedichte, Gesangbuch des zweiten Tempels                                                                  | — |
| Sprichwörter Sprüche Sprüche Salomos          | Spr            | מִשְׁלֵי Mischlē („Sprichwörter“)                                                    | 31      | Sittliche Anweisungen für das tägliche Leben, besonders für junge Menschen                                                                | Die Sprüche Salomos sind in der äthiopischen Bibel aufgeteilt in Messale (Spr 1–24) und Tägsas (Spr 25–31). |
| Kohelet Prediger Ecclesiastes Prediger Salomo | Koh / Pred     | קֹהֶלֶת Kohelet („Versammler“)                                                      | 12      | Torheit und Weisheit, Vergänglichkeit des Irdischen                                                                                       | — |
| Hoheslied Hohes Lied Hohelied Salomos         | Hld            | שִׁיר הַשִּׁירִים Schir haschirim („Lied der Lieder“)                                   | 8       | Liebe und Sehnsucht zwischen einem Liebespaar; Sammlung von Liebesliedern                                                                 | — |
| Weisheit Weisheit Salomos                     | Weish          | Σοφία Σολομώντος Sofía Solomōntos                                                | 19      | Tröstung und Mahnung an gläubige Juden, Drohung und Warnung an ihre Verfolger, Darstellung der Offenbarungsreligion als Gabe der Weisheit | Spätschriften, nur in der katholischen, äthiopischen und orthodoxen Bibel |
| Jesus Sirach Ecclesiasticus                   | Sir            | Σοφία Σίραχ Sofía Sirach („Weisheit Sirachs“) (בֶּן סִירָה ben Sira „Sohn des Sira“) | 52      | Ermahnung eines jüdischen Erben zu einem gottesfürchtigen und gottgefälligen Leben; Sammlung von weisheitlichen Sprichwörtern             | Spätschriften, nur in der katholischen, äthiopischen und orthodoxen Bibel |
| Gebet des Manasse                             | GebMan / OrMan | Προσευχὴ Μαννασσή Proseuchē Manasse                                              | 1       | Manasses Rückschau auf sein Leben nach der Gefangennahme durch die Assyrer, Schuldbekenntnis und Bitte an Gott um Vergebung               | Spätschrift, nur in manchen orthodoxen Bibeln und im Anhang der katholischen Bibel; vielen Handschriften des Septuaginta-Psalters als 12. Ode beigegeben; in der Äthiopischen Bibel Bestandteil von 2. Chronik |
| Psalmen Salomos                               | PsSal          | Ψαλμοὶ Σολομῶντος Psalmoi Solomōntos                                             | 18      | | Nur in manchen orthodoxen Bibeln und einigen Handschriften der aramäischen Bibel. |

### Propheten
In der hebräischen Bibel heißen die Bücher Jesaja, Jeremia, Ezechiel und das Zwölfprophetenbuch die „hinteren Propheten“, im Unterschied zu den „vorderen“ Propheten (Bücher Josua, Richter, Samuel und Könige).

#### Große Propheten
| Buch                             | Kürzel | Originalbezeichnung        | Kapitel | Inhalt | Anmerkungen |
| -------------------------------- | ------ | -------------------------- | ------- | --- | --- |
| Jesaja                           | Jes/Is | יְשַׁעְיָהוּ Jəscha'jahu         | 66      | Verheißung eines Heilskönigs, Ankündigung der Erlösung | — |
| Jeremia                          | Jer    | יִרְמְיָהוּ Jirməjahu           | 52      | Tempelkritik; Abfall, Knechtschaft und Wiederherstellung Judas | — |
| Klagelieder Jeremias Klagelieder | Klgl   | אֵיכָה Echa („Ach, Weh“)     | 5       | Klagen über die Eroberung und Zerstörung Jerusalems | Im Tanach nicht zu den Propheten, sondern zu den Ketuvim gerechnet. |
| Baruch                           | Bar    | Βαρούχ Baruch              | 6       | Bericht über die Verlesung des Buches vier Jahre nach der Zerstörung Jerusalems durch die Chaldäer in Babel sowie in einer Versammlung des ehemaligen Königs Jojachin und anderer Juden im babylonischen Exil, Weinen und Gebet der Versammlung, Geldsammlung als Opfer für den Tempel | Spätschrift, nur in der katholischen, äthiopischen und orthodoxen Bibel |
| Brief des Jeremia                | BrJer  | ᾽Επιστολὴ ᾽Ιερεμίου Baruch | 1       | Aufruf an die deportierten Juden, dem ersten der Zehn Gebote treu zu bleiben und die babylonischen Götzen nicht anzubeten | Spätschrift, nur in der katholischen und orthodoxen Bibel, dort in der Regel als letztes, sechstes Kapitel von Baruch; in der Septuaginta nach den Klageliedern Jeremias |
| Ezechiel                         | Ez/Hes | יְחֶזְקֵאל Jəcheskel           | 48      | Gerichtsworte gegen Jerusalem, Juda, benachbarte Völker sowie Heilsworte, Vision des himmlischen Jerusalems | — |
| Daniel                           | Dan    | דָּנִיֵּאל Daniel               | 14      | Leben des Propheten Daniel, der, deportiert und am babylonischen Hof erzogen, Staatsmann und Berater wird | Im Tanach nicht zu den Propheten, sondern zu den Ketuvim gerechnet. Kapitel 0 bzw. nach anderer Zählung 13 (Susanna), 3b (Asarjas Gebet und Der Gesang der Drei) und 13 bzw. 14 (Vom Bel und Vom Drachen) sind als Spätschriften nur in der katholischen und orthodoxen Bibel vorhanden, in manchen Bibeln eingearbeitet, in manchen als Anhang |

#### Kleine Propheten
Diese sind im Judentum zu einem Buch zusammengefasst: dem Buch der Zwölf (Dodekapropheton).
| Buch     | Kürzel | Originalbezeichnung | Kapitel | Inhalt                                                                                        | Anmerkungen                                  |
| -------- | ------ | ------------------- | ------- | --------------------------------------------------------------------------------------------- | -------------------------------------------- |
| Hosea    | Hos    | הוֹשֵעַ Hoschea        | 14      | Untreue Israels gegenüber Gott                                                                | —                                            |
| Joel     | Joel   | יוֹאֵל Jo'el          | 4       | Gottesgericht durch Heuschrecken und Dürre als Ankündigung feindlicher Invasionen             | in der Septuaginta an 4. Stelle, nach Micha  |
| Amos     | Am     | עָמוֹס Amos           | 9       | Warnung vor Selbstsicherheit und sattem Dahinleben                                            | in der Septuaginta an 2. Stelle, nach Hosea  |
| Obadja   | Obd    | עֹבַדְיָה Owadja        | 1       | Drohendes Gericht über Edom, Edoms Verhalten gegen Juda, zukünftige Wiederherstellung Israels | in der Septuaginta an 5. Stelle, nach Joel   |
| Jona     | Jona   | יוֹנָה Jona           | 4       | Geschichte Jonas, des Propheten wider Willen                                                  | in der Septuaginta an 6. Stelle, nach Obadja |
| Micha    | Mi     | מִיכָה Micha          | 7       | Gericht und Heil, rechter Gottesdienst                                                        | in der Septuaginta an 3. Stelle, nach Amos   |
| Nahum    | Nah    | נַחוּם Nachum         | 3       | Untergang Ninives                                                                             | —                                            |
| Habakuk  | Hab    | חֲבַקּוּק Chawakuk      | 3       | Gottes Vorsehung und Gerechtigkeit                                                            | —                                            |
| Zefanja  | Zef    | צְפַנְיה Zəfanja       | 3       | Gottes Gericht und Verheißung                                                                 | —                                            |
| Haggai   | Hag    | חַגַּי Chagai          | 2       | Aufforderung, den eingestellten Tempelwiederaufbau weiterzuführen                             | —                                            |
| Sacharja | Sach   | זְכַרְיָה Səcharja      | 14      | Das künftige Heil Gottes                                                                      | —                                            |
| Maleachi | Mal    | מַלְאָכִי Mal'achi      | 3       | Aufruf zur Wiederherstellung der Gerechtigkeit, um dem Tag JHWHs den Weg zu bereiten          | —                                            |

## Neues Testament

### Evangelien
| Buch     | Kürzel | Originalbezeichnung                             | Kapitel | Inhalt                                                                                            | Anmerkungen                                            |
| -------- | ------ | ----------------------------------------------- | ------- | ------------------------------------------------------------------------------------------------- | ------------------------------------------------------ |
| Matthäus | Mt     | Κατὰ Μαθθαῖον Katá Matthaîon („gemäß Matthäus“) | 28      | Lebensgeschichte Jesu als des im AT angekündigten Messias Israels in Wort und Tat                 | In der syrischen Bibel bilden die Evangelien ein Buch. |
| Markus   | Mk     | Κατὰ Μᾶρκον Katá Mârkon („gemäß Markus“)        | 16      | Lebensgeschichte Jesu als des Sohnes Gottes, auch für Heiden                                      | In der syrischen Bibel bilden die Evangelien ein Buch. |
| Lukas    | Lk     | Κατὰ Λουκᾶν Katá Loukân („gemäß Lukas“)         | 24      | mit historischem Anspruch abgefasste Lebensgeschichte Jesu als des Gerechten für Juden und Heiden | In der syrischen Bibel bilden die Evangelien ein Buch. |
| Johannes | Joh    | Κατὰ ᾿Ιωάννην Katá Ioánnen („gemäß Johannes“)   | 21      | Lebensgeschichte Jesu als des präexistenten Gottessohns, der Tod und Sünde am Kreuz besiegt       | In der syrischen Bibel bilden die Evangelien ein Buch. |

### Geschichtsbuch
| Buch              | Kürzel    | Originalbezeichnung                                                                   | Kapitel | Inhalt                                                                  | Anmerkungen                            |
| ----------------- | --------- | ------------------------------------------------------------------------------------- | ------- | ----------------------------------------------------------------------- | -------------------------------------- |
| Apostelgeschichte | Apg / Act | Πράξεις Ἀποστόλων Práxeis Apostólon auch lat.: Acta apostolorum („Taten der Apostel“) | 28      | Geschichte der Jerusalemer Urgemeinde und der Missionsreisen des Paulus | Fortsetzung des Evangeliums nach Lukas |

### Apostelbriefe

#### Paulusbriefe
Hier sind alle Briefe, die traditionell Paulus zugeschrieben wurden, aufgeführt. Sieben davon (Röm, 1/2Kor, Gal, 1Thess, Phil, Phlm) gelten als zweifelsfrei echt.
| Buch              | Kürzel  | Originalbezeichnung                                                                | Kapitel | Inhalt | Anmerkungen                                                                                                |
| ----------------- | ------- | ---------------------------------------------------------------------------------- | ------- | --- | --- |
| Römer             | Röm     | Πρὸς Ῥωμαίους Prós Rhomaíous („an die Römer“)                                      | 16      | Rechtfertigung durch den Glauben, Heiligung durch den Geist Gottes, Pflichten als Christ                                       | gesichert authentische Paulusbriefe („Protopaulinen“)                                                      |
| 1. Korinther      | 1 Kor   | Πρὸς Κορινθίους α' Prós Korinthíous prôte („an die Korinther erste“)               | 16      | Streitschlichtung zwischen den gespaltenen Parteien der Korinther Gemeinde, Anprangerung der sexuellen Unmoral in der Gemeinde | gesichert authentische Paulusbriefe („Protopaulinen“)                                                      |
| 2. Korinther      | 2 Kor   | Πρὸς Κορινθίους β' Prós Korinthíous deutéra („an die Korinther zweite“)            | 13      | Apostelamt des Paulus, seine Liebe zu Gott und der Gemeinde                                                                    | gesichert authentische Paulusbriefe („Protopaulinen“)                                                      |
| Galater           | Gal     | Πρὸς Γαλάτας Prós Galátas („an die Galater“)                                       | 6       | Rechtfertigung des Christen allein durch Glauben                                                                               | gesichert authentische Paulusbriefe („Protopaulinen“)                                                      |
| Epheser           | Eph     | Πρὸς Ἐφεσίους Prós Ephesíous („an die Epheser“)                                    | 6       | Einheit zwischen Juden- und Heidenchristen in der Gemeinde                                                                     | wahrscheinlich Brief in der Tradition des Paulus („Deuteropaulinum“)                                       |
| Philipper         | Phil    | Πρὸς Φιλιππησίους Prós Philippesíous („an die Philipper“)                          | 4       | Lob der Gemeinde in Philippi                                                                                                   | gesichert authentische Paulusbriefe („Protopaulinen“)                                                      |
| Kolosser          | Kol     | Πρὸς Κολοσσαεῖς Prós Kolossaeîs („an die Kolosser“)                                | 4       | Christus als Haupt der Gemeinde, Abwehr von Irrlehren (Philosophen, Religionen etc.)                                           | wahrscheinlich Brief in der Tradition des Paulus („Deuteropaulinum“)                                       |
| 1. Thessalonicher | 1 Thess | Πρὸς Θεσσαλονικεῖς α' Prós Thessalonikeîs prôte („an die Thessalonicher erste“)    | 5       | Erinnerungen, Dank, Ratschläge, Ermutigungen usw. von Paulus                                                                   | gesichert authentischer Paulusbrief („Protopaulinum“)                                                      |
| 2. Thessalonicher | 2 Thess | Πρὸς Θεσσαλονικεῖς β' Prós Thessalonikeîs deutéra („an die Thessalonicher zweite“) | 3       | Beruhigung der verunsicherten Gemeinde nach Pauli Erklärung der baldigen Wiederkunft Christi                                   | wahrscheinlich Brief in der Tradition des Paulus („Deuteropaulinum“)                                       |
| 1. Timotheus      | 1 Tim   | Πρὸς Τιμόθεον α' Prós Timótheon prôte („an Timotheus erste“)                       | 6       | Ratschläge an den jungen Gemeindeleiter Timotheus                                                                              | wahrscheinlich Briefe in der Tradition des Paulus („Deuteropaulinen“), die drei sogenannten Pastoralbriefe |
| 2. Timotheus      | 2 Tim   | Πρὸς Τιμόθεον β' Prós Timótheon deutéra („an Timotheus zweite“)                    | 4       | Ermutigungen und Anweisungen an Timotheus                                                                                      | wahrscheinlich Briefe in der Tradition des Paulus („Deuteropaulinen“), die drei sogenannten Pastoralbriefe |
| Titus             | Tit     | Πρὸς Τίτον Prós Títon („an Titus“)                                                 | 3       | Ratschläge über Lehre, die Gemeinde usw.                                                                                       | wahrscheinlich Briefe in der Tradition des Paulus („Deuteropaulinen“), die drei sogenannten Pastoralbriefe |
| Philemon          | Phlm    | Πρὸς Φιλήμονα Prós Philémona („an Philemon“)                                       | 1       | Bitte um Versöhnung zwischen den Glaubensbrüdern Philemon und Onesimus, dessen Sklave                                          | gesichert authentischer Paulusbrief („Protopaulinum“)                                                      |

#### Hebräerbrief undKatholische Briefe
| Buch        | Kürzel | Originalbezeichnung                                | Kapitel | Inhalt | Anmerkungen                                                 |
| ----------- | ------ | -------------------------------------------------- | ------- | --- | ----------------------------------------------------------- |
| Hebräer     | Hebr   | Πρὸς Ἑβραίους Prós Hebraíous („an die Hebräer“)    | 13      | Gegenüberstellung von altem und neuem Bund                                                                    | wird zu den „Deuteropaulinen“ gezählt (ist aber umstritten) |
| Jakobus     | Jak    | Ἰακώβου Iakóbu („des Jakobus“)                     | 5       | Praktisches Leben als Christ, gelebter Glaube statt Lippenbekenntnis                                          | —                                                           |
| 1. Petrus   | 1 Petr | Πέτρου α' Pétrou prôte („des Petrus erste“)        | 5       | „Weiden“ der Herde, Stärkung der Glaubensbrüder                                                               | —                                                           |
| 2. Petrus   | 2 Petr | Πέτρου β' Pétrou deutéra („des Petrus zweite“)     | 3       | Warnung vor Irrlehren und Spöttern                                                                            | —                                                           |
| 1. Johannes | 1 Joh  | Ἰωάννου α' Ioánnou prôte („des Johannes erste“)    | 5       | Vorstellung Gottes als das Leben, das Licht und die Liebe, Aufruf zu einem Leben in Heiligung und Bruderliebe | —                                                           |
| 2. Johannes | 2 Joh  | Ἰωάννου β' Ioánnou deutéra („des Johannes zweite“) | 1       | Einheit der Gläubigen, Befolgen der Gebote Gottes, Warnung vor Irrlehrern                                     | —                                                           |
| 3. Johannes | 3 Joh  | Ἰωάννου γ' Ioánnou tríte („des Johannes dritte“)   | 1       | Christliche Gastfreundschaft                                                                                  | —                                                           |
| Judas       | Jud    | Ἰούδα Ioúda („des Judas“)                          | 1       | Warnung vor Irrlehrern                                                                                        | —                                                           |

### Apokalyptisches Buch
| Buch                        | Kürzel     | Originalbezeichnung                                                 | Kapitel | Inhalt | Anmerkungen                  |
| --------------------------- | ---------- | ------------------------------------------------------------------- | ------- | --- | ---------------------------- |
| Offenbarung oder Apokalypse | Offb / Apk | Ἀποκάλυψις Ἲωάννου Apokálypsis Ioánnou („Offenbarung des Johannes“) | 22      | Darstellung der Ereignisse der Endzeit, Kampf der satanischen Mächte gegen Gott und die Gemeinde, Stärkung und Ermutigung der verfolgten Gemeinde | nicht in der syrischen Bibel |

## Abkürzungen alphabetisch
| Am: Amos Apg: Apostelgeschichte Bar: Baruch BrJer: Brief des Jeremia 1 Chr: 1. Buch der Chronik 2 Chr: 2. Buch der Chronik Dan: Daniel Dtn: Deuteronomium Eph: Epheserbrief Esra: Esra 1 – 4 Esr: Pseudo Esra Est: Ester Ex: Exodus Ez: Ezechiel Gal: Galaterbrief GebMan: Gebet des Manasse Gen: Genesis Hab: Habakuk Hag: Haggai Hebr: Hebräerbrief Hld: Hoheslied Hos: Hosea Ijob: Ijob Jak: Jakobusbrief Jdt: Judit Jer: Jeremia Jes: Jesaja Joël: Joel | 1 Joh: 1. Johannesbrief 2 Joh: 2. Johannesbrief 3 Joh: 3. Johannesbrief Joh: Johannesevangelium Jona: Jona Jos: Josua Jud: Judasbrief Klgl: Klagelieder Jeremias Koh: Kohelet Kol: Kolosserbrief 1 Kön: 1. Buch der Könige 2 Kön: 2. Buch der Könige 1 Kor: 1. Korintherbrief 2 Kor: 2. Korintherbrief Lev: Levitikus Lk: Lukasevangelium 1 Makk: 1. Makkabäer 2 Makk: 2. Makkabäer 3 Makk: 3. Makkabäer 4 Makk: 4. Makkabäer Mal: Maleachi Mi: Micha Mk: Markusevangelium 1 Mos: 1. Mose 2 Mos: 2. Mose 3 Mos: 3. Mose 4 Mos: 4. Mose 5 Mos: 5. Mose Mt: Matthäusevangelium Nah: Nahum Neh: Nehemia | Num: Numeri Obd: Obadja Offb: Offenbarung des Johannes 1 Petr: 1. Petrusbrief 2 Petr: 2. Petrusbrief Ps: Psalmen Phil: Philipperbrief Phlm: Philemonbrief Ri: Richter Röm: Römerbrief Rut: Rut Sach: Sacharja 1 Sam: 1. Samuel 2 Sam: 2. Samuel Sir: Jesus Sirach Spr: Sprichwörter 1 Thess: 1. Thessalonicherbrief 2 Thess: 2. Thessalonicherbrief 1 Tim: 1. Timotheusbrief 2 Tim: 2. Timotheusbrief Tit: Titusbrief Tob: Tobit Weish: Weisheit Zef: Zefanja |